# Захари Медникаров
Захари Медникаров, български хоров диригент, народен артист.

## Биография
Роден е на 7 януари 1924 г. в Добрич. Първите си стъпки в хоровото изкуство прави през 1940 г., като създава смесен детски хор, с който завоюва награда на фестивал в Шумен. През 1952 г. Медникаров завършва Музикалната академия и започва да работи в София. Завръща се в Добрич през 1952 г. за да стане художествен ръководител на смесен хор Добруджански звуци. Със завръщането си увеличава състава на 120 души и повежда хора към множество национални и международни изяви. Медникаров и хорът са удостоени с орден Кирил и Методий Първа степен.
През 1961 г. Захари Медникаров създава детски хор, който дълги години се нарича Представителен детски хор на град Добрич. Под ръководството на Медникаров детският хор участва в редица престижни конкурси на хоровото пеене и става носител на множество награди.
Маестро Медникаров е носител на многобройни награди и отличия, участник е на повечето големи форуми за музика. През май 1980 г. е удостоен с почетното звание „Народен артист“.
През 1995 г. е избран за почетен гражданин на Добрич. От 2004 г. в Албена се провежда и Международен хоров фестивал на името на маестро Захари Медникаров.
Захари Медникаров умира на 1 май 2007 г. в Добрич. На 30 октомври 2009 г., в навечерието на Деня на народните будители в Добрич официално е открит барелеф на маестро Захари Медникаров по повод 85-годишнината от рождението му.